# Fortaleza de Achabeti
La fortaleza de Achabeti es una antigua fortaleza en el municipio de Gori, Georgia. Se encuentra ubicada en el lado derecho del río Liakhvi. 

## Historia
No existe mucha información sobre el pueblo de Achabeti. Actualmente las aldeas Zemo Achabeti y Kvemo Achabeti están en la región de Tskhinvali. Según fuentes georgianas, en la época feudal tardía, allí se encontraban el palacio y fortaleza de los reyes y era el nombre de todo el valle. En 1744, cerca de Achabeti, Erekle II derrotó a Givi Amilakhvari y al ejército turco que lo asistía. Achabeti ha sido asociada a la familia de los Anchabadzes, por lo tanto, el nombre Achabeti significa lugar donde vivieron los Anchabadzes. De este apellido se derivó una nueva rama feudal "Machabeli". 
Por primera vez la fortaleza de Achabeti fue mencionada en el siglo XVI. La fortaleza era famosa por su solidez. 
Inicialmente la fortaleza era solo una torre con una pequeña valla, pero posteriormente se ha reconstruido varias veces y se ha vuelto más amplia de lo que solía ser. 